# Calcio per l'amicizia
Calcio per l'amicizia (in russo Футбол для дружбы?, Futbol dlja družby) è un programma sociale internazionale per bambini organizzato annualmente da PJSC Gazprom. L'obiettivo del programma è quello di promuovere il rispetto per le varie culture e nazionalità ai bambini dei diversi paesi, di inculcare nelle generazioni più giovani valori importanti e l'interesse per uno stile di vita sano attraverso il gioco del calcio. Nel quadro del programma, giovani calciatori di 12 anni provenienti da diversi paesi prendono parte al forum internazionale annuale per bambini, la coppa del mondo di "Calcio per l'amicizia", la giornata internazionale del calcio e dell'amicizia. La realizzazione del programma è sostenuta da FIFA, UEFA, ONU, Comitati Olimpici e Paralimpici, Capi degli Stato, governi e Federazioni di calcio dei molteplici paesi, fondi di donazioni internazionali, organizzazioni sociali e club calcistici più importanti del mond. L'organizzatore globale del programma è AGT Communications Group (Russia).

## Storia

### Calcio per l'amicizia 2013
Il primo forum internazionale per bambini "Calcio per l'amicizia" si è tenuto il 25 maggio 2013 a Londra e ha visto la partecipazione di 670 bambini provenienti da 8 paesi: Bulgaria, Gran Bretagna, Ungheria, Germania, Grecia, Russia, Serbia e Slovenia. La Russia è stata rappresentata da 11 squadre di calcio delle 11 città russe che avrebbero ospitato gli incontri della coppa del mondo FIFA del 2018. Al forum hanno partecipato inoltre le squadre giovanili dei club Zenit, Chelsea, Schalke 04, Crvena Zvezda, vincitrici della giornata dello sport per bambini di Gazprom e del festival Fakel.
Nel corso del forum, i partecipanti hanno avuto occasione di dialogare con i compagni di altri paesi e con calciatori famosi e hanno assistito alla finale della UEFA Champions League 2012/2013 allo stadio di Wembley.
Al termine del forum, i bambini hanno formulato in una lettera aperta gli otto valori del programma: amicizia, uguaglianza, giustizia, salute, pace, lealtà, vittoria e tradizioni. La lettera è stata successivamente inviata ai dirigenti di UEFA, FIFA e IOC. Nel mese di settembre 2013, nel corso di una riunione con Vladimir Putin e Vitaly Mutko, Sepp Blatter ha confermato la ricezione della lettera e dichiarato di essere pronto a sostenere il programma Calcio per l'amicizia.

### Calcio per l'amicizia 2014
La seconda edizione del programma Calcio per l'amicizia si è tenuta a Lisbona dal 23 al 25 maggio 2014 e ha accolto oltre 450 adolescenti provenienti da 16 paesi: Bielorussia, Bulgaria, Gran Bretagna, Ungheria, Germania, Italia, Paesi Bassi, Polonia, Portogallo, Russia, Serbia, Slovenia, Turchia, Ucraina, Francia e Croazia. I giovani calciatori hanno preso parte al forum internazionale Calcio per l'amicizia, un torneo di street soccer e assistito alla finale della UEFA Champions League 2013/2014. La squadra giovanile del Benfica (Portogallo) ha vinto il torneo internazionale di street soccer 2014.
La seconda edizione del programma si è conclusa con l'elezione a capo del movimento Calcio per l'amicizia del portoghese Felipe Suarez. In qualità di leader del movimento, nel giugno 2014 ha assistito al nono torneo internazionale di calcio giovanile organizzato in memoria di Jurij Andreevič Morozov.

### Calcio per l'amicizia 2015
La terza edizione del programma sociale internazionale Calcio per l'amicizia si è tenuta nel mese di giugno 2015 a Berlino. Per la prima volta il programma ha contato sulla partecipazione di squadre di calcio giovanili provenienti dal continente asiatico: Giappone, Cina, e Kazakistan. Alla terza edizione hanno partecipato le squadre giovanili per un totale di 24 club di calcio provenienti da 24 paesi. I calciatori in erba hanno avuto l'opportunità di dialogare con i compagni di altri paesi e star del mondo del calcio, incluso l'ambasciatore globale del programma Franz Beckenbauer, oltre a prendere parte al torneo internazionale di street soccer di squadre giovanili. La squadra giovanile del Rapid (Austria) ha vinto il torneo internazionale di street soccer 2015.
Gli eventi della terza edizione del programma Calcio per l'amicizia sono stati narrati da oltre 200 giornalisti delle più importanti testate mondiali, nonché 24 giovani reporter di Europa e Asia, membri del centro stampa internazionale per bambini.
L'edizione 2015 è culminata con il conferimento della Coppa dei nove valori, vinta dal club di calcio del Barcellona (Spagna). Il vincitore è stato eletto dai bambini attraverso una votazione globale tenuta nel giorno della vigilia del forum in tutti i 24 paesi partecipanti.
Al termine del forum tutti i partecipanti hanno assistito, come tradizione vuole, alla finale della UEFA Champions League 2014/2015 allo stadio olimpico di Berlino.

### Calcio per l'amicizia 2016
L'inaugurazione del programma sociale internazionale per bambini Calcio per l'amicizia 2016 è stata inglobata in una conferenza stampa Hangout globale, tenutasi il 24 marzo a Monaco di Baviera con la partecipazione dell'ambasciatore mondiale del programma, Franz Beckenbauer.
La quarta edizione del programma ha visto 8 nuove squadre giovanili di Azerbaigian, Algeria, Armenia, Argentina, Brasile, Vietnam, Kirghizistan e Siria unirsi all'iniziativa, aumentando il totale di paesi partecipanti a 32.
La votazione per l'unico trofeo della Coppa dei nove valori ha avuto inizio il 5 aprile 2016. Alla selezione del vincitore hanno partecipato i fan di tutto il mondo, ma la decisione definitiva è stata presa tramite votazione dai partecipanti al programma Calcio per l'amicizia. La coppa è stata vinta dal club di calcio del Bayern (Monaco di Baviera). I partecipanti al programma Calcio per l'amicizia hanno tenuto in considerazione le attività del club a sostegno dei bambini con esigenze speciali, nonché le iniziative volte a fornire cure per i bambini di diversi paesi e assistenza per i più bisognosi.
Il quarto forum internazionale per bambini Calcio per l'amicizia e l'incontro finale del torneo internazionale di street soccer per bambini si sono tenuti nelle giornate del 27 e 28 maggio 2016 a Milano.  Squadra vincitrice del torneo è stata il Maribor della Slovenia. Al termine del forum i partecipanti hanno assistito, come da tradizione, alla finale della UEFA Champions League 2014/2015. Gli eventi del forum sono stati raccontati da oltre 200 giornalisti delle più importanti testate mondiali, nonché dal centro stampa internazionale per bambini, che ha contato sulla presenza di giovani giornalisti provenienti dai paesi partecipanti.
Evento senza precedenti, i giovani calciatori del club siriano Al-Wahda hanno preso parte alla quarta edizione di Calcio per l'amicizia. L'inclusione della squadra siriana tra i partecipanti al programma e la visita dei bambini siriani agli eventi di Milano rappresentano passi importanti verso il superamento della situazione di isolamento umanitario del paese. La redazione sportiva araba del canale televisivo internazionale Russia Today, con il supporto della federazione calcio siriana, ha girato un film documentario intitolato "Tre giorni senza guerra", incentrato sui bambini che hanno preso parte al progetto. Il 14 settembre 2016 oltre 7.000 spettatori hanno assistito alla prima proiezione del film a Damasco.

### Calcio per l'amicizia 2017
L'edizione 2017 ha avuto luogo a San Pietroburgo dal 26 giugno al 3 luglio, inclusi gli eventi conclusivi.
In questa edizione il numero di paesi partecipanti è salito a 64. Per la prima volta al programma Calcio per l'amicizia hanno partecipato i bambini di Messico e Stati Uniti d'America. Il progetto ha dunque riunito giovani giocatori di quattro continenti: Africa, Europa, Asia, America del Nord e del Sud.
La quinta edizione del programma si è svolta all'insegna di una nuova formula per cui ogni paese è stato rappresentato da un giovane calciatore. I giovani dai 12 ai 14 anni, inclusi quelli con disabilità, sono stati riuniti in otto "Squadre internazionali dell'amicizia", composte da otto giocatori..
La composizione geografica delle squadre e le posizioni dei giocatori dei paesi partecipanti sono state stabilite nel corso di un'estrazione pubblica che si è svolta durante una conferenza via internet. Le otto squadre dell'amicizia sono state dirette da giovani allenatori: Rene Lampert (Slovenia), Stefan Maksimović (Serbia), Brandon Shabani (Gran Bretagna), Charlie Sui (Cina), Anatolij Čentuloev (Russia), Bogdan Kroleveckij (Russia), Anton Ivanov (Russia), Emma Henschen (Paesi Bassi). All'estrazione ha inoltre preso parte Liliya Matsumoto (Giappone), un rappresentante del centro stampa internazionale Calcio per l'amicizia.
Vincitrice della coppa del mondo Calcio per l'amicizia 2017 è stata la squadra "arancio", diretta da un giovane allenatore e composta da ragazzi provenienti da nove paesi: Rene Lampert (Slovenia), Hong Jun Marvin Tue (Singapore), Paul Puig i Montana (Spagna), Gabriel Mendoza (Bolivia), Ravan Kazimov (Azerbaigian), Hrisimir Stanimirov Stančev (Bulgaria), Ivan Agustín Casco (Argentina), Roman Horák (Repubblica Ceca), Hamzah Yusuf Nuri Alhavvat (Libia).
Al forum internazionale per bambini Calcio per l'amicizia ha assistito Viktor Zubkov (presidente del consiglio di amministrazione di PJSC Gazprom) [38], Fatma Samura (segretario generale FIFA), Philippe Le Flock (direttore commerciale generale FIFA), Giulio Baptista (calciatore brasiliano), Iván Zamorano (attaccante cileno), Aleksander Keržakov (calciatore russo) e altri ospiti che hanno promosso la divulgazione di valori umani fondamentali nelle generazioni più giovani.
Nel 2017 il progetto ha riunito oltre 600.000 persone e oltre 1.000 tra bambini e adulti provenienti da 64 paesi hanno assistito agli eventi di chiusura a San Pietroburgo.

### Calcio per l'amicizia 2018
Nel 2018 le date della sesta edizione del programma Calcio per l'amicizia sono state stabilite tra il 15 febbraio e il 15 giugno. Gli eventi conclusivi si sono svolti a Mosca in vista del Campionato del mondo FIFA 2018. Il programma ha contato sulla partecipazione di giovani calciatori e giornalisti in rappresentanza di 211 paesi e regioni del mondo.  Il programma 2018 è stato inaugurato con l'estrazione pubblica teletrasmessa di Calcio per l'amicizia, secondo cui è stata decisa la composizione di 32 squadre di calcio – Squadre internazionali di Amicizia.
Nel 2018 nell’ambito di una Missione ambiente, le Squadre internazionali di Amicizia sono state denominate in onore di specie animali rare e a rischio di estinzione:
- Elefante africano
- Drago di Komodo
- Kipunji
- Tartaruga gigante
- Gazzella dama
- Ghepardo
- Rinoceronte
- Squalo angelo
- Orso bianco
- Lemure
- Orso grizzly
- Squalo balena
- Bradipo tridattilo
- Cobra reale
- Scimpanzé
- Gaviale del Gange
- Gorilla occidentale
- Picchio imperiale
- Saiga
- Cebo dorato
- Koala
- Tigre siberiana
- Zebra di Grévy
- Orangutan
- Panda gigante
- Pinguino di Magellano
- Giraffa di Rothschild
- Megattera
- Licaone
- Leone
- Ippopotamo
- Leone marino delle Galapagos

Il 30 maggio 2018, all'interno della medesima Missione ambiente, è stata rilanciata l'iniziativa internazionale Happy Buzz Day, finalizzata al rafforzamento delle società di protezione delle specie animali rare da parte della comunità internazionale. I parchi nazionali e riserve naturali di Russia, USA, Nepal e Gran Bretagna hanno aderito all’iniziativa.  I partecipanti durante gli eventi conclusivi del programma Calcio per l'amicizia a Mosca viaggiavano con pullman alimentati a gas naturale.
32 Squadre internazionali di Amicizia hanno partecipato al Campionato mondiale del programma Calcio per l'amicizia 2018. Per la prima volta nella storia del progetto il match finale è stato commentato da un giovane telecronista, il siriano Iazn Taha, mentre il giovane referee di Russia Bogdan Batalin arbitrava la partita.
Vincitrice del campionato di Calcio per l'amicizia 2018 è stata la squadra “Scimpanzé”, composta dai giovani calciatori della Repubblica Dominicana, Saint-Kitts e Nevis, Malawi, Columbia, Benin e Repubblica Democratica del Congo e diretta dal giovane allenatore di Saransk, Vladislav Poljakov.
L’evento conclusivo della sesta edizione del programma è diventato il Forum internazionale dei bambini Calcio per l'amicizia, che ha avuto luogo il 13 giugno al Centro oceanografico e di biologia marina "Moskvarium". Tra i visitatori c’erano: Viktor Zubkov (Presidente del Consiglio di Amministrazione di Gazprom), Ol'ga Golodec (Vice Primo Ministro del Governo della Federazione Russa), Iker Casillas (calciatore spagnolo, ex capitano di squadra nazionale), Aleksander Keržakov (calciatore russo, coordinatore tecnico del settore giovanile del calcio in Russia), oltre ai rappresentanti delle 54 ambasciate di tutto il mondo ed altri ospiti.
I migliori giovani calciatori della sesta edizione che hanno ricevuto le onorificenze al Forum e sono stati: Deo Kalenga Mvenze della Repubblica Democratica del Congo (migliore attaccante), Jamira Oruru del Benin (migliore centrocampista), Ivan Volynkin del Galles (migliore difensore), Gustavo Sintra Rocha del Brasile (MVP).
La migliore giornalista del programma Calcio per l'amicizia 2018 è stata dichiarata Cheikaly Ascension di Aruba. La ragazza gestisce un blog, promuovendo l’adozione di sostenibilità ambientale tra i giovani dell’Oceania.
Al forum è stato presentato un libro ed organizzata una sessione di autografi del partecipante della scorsa stagione dall’India, Anania Kambodzh. Alla conclusione della quinta stagione Calcio per l'amicizia 2017 Anania ha scritto il libro “My journey from Mohali to St. Petersburg” in merito alla sua esperienza in qualità di Giovane giornalista. Con questo libro espone nove valori del programma, finalizzati a fare il mondo migliore.
Il 14 giugno, alla conclusione del Forum internazionale dei bambini Calcio per l'amicizia, i giovani calciatori e giornalisti sono stati coinvolti nella cerimonia di apertura del Campionato mondiale FIFA 2018 in Russia. Nello stadio Luzhniki i ragazzi hanno alzato in modo solenne le bandiere di tutti i 211 paesi e regioni iscritti nel programma di quest’anno e poi hanno assistito alla partita di apertura tra i padroni di casa della Russia e l'Arabia Saudita.
Il Presidente della Federazione Russa Vladimir Putin ha invitato il giovane ambasciatore del Calcio per l'amicizia della Russia, Albert Zinnatov, nel suo palco per guardare insieme la prima partita, dove il giovanotto ha parlato con l’ex calciatore brasiliano Roberto Carlos, campione del mondo di calcio, ed Iker Casillas, calciatore spagnolo.
Più di 1500 bambini e giovanotti da 211 paesi e regioni hanno preso parte agli eventi conclusivi a Mosca. Sono stati organizzati complessivamente 180 eventi all’interno della sesta stagione in varie parti del mondo, dove partecipavano più di 240 mille ragazzi.
Nel 2018 il progetto ha ricevuto il sostegno dei rappresentanti di varie autorità. Il Vice Primo Ministro del Governo della Federazione Russa, Ol'ga Golodec, ha letto un messaggio di saluto da parte del Presidente della Federazione Russa Vladimir Putin, indirizzato ai partecipanti ed ospiti del Forum internazionale dei bambini.
Il Capo del governo di Federazione Russa Dmitrij Medvedev ha inviato un telegramma di saluto ai partecipanti ed ospiti del sesto Forum internazionale dei bambini nell’ambito di Calcio per l'amicizia.
Marija Zacharova, il rappresentante ufficiale del Ministero degli affari esteri in Russia, nella conferenza in data 23 maggio ha notato che ora il programma Calcio per l'amicizia viene riconosciuto dalla comunità mondiale come una parte umanitaria significativa della politica sociale internazionale della Russia. La FIFA ha appoggiato come sempre il programma Calcio per l'amicizia. La Federazione ha sottolineato che la quantità totale dei partecipanti ed ospiti durante gli eventi finali a Mosca ha raggiunto le 5000 persone.

### Calcio per l'amicizia 2019
La settima stagione del programma sociale internazionale per bambini “Calcio per l’Amicizia” è stata inaugurata il 18 marzo 2019. Gli eventi finali del programma sono avvenuti dal 28 maggio al 2 giugno a Madrid.
Il 25 aprile è stata festeggiata la Giornata Internazionale del Calcio e dell'Amicizia in più di 50 paesi dell'Europa, dell'Asia, dell’Africa, dell'America del Nord e dell'America del Sud. Anche l'Unione Calcistica Russa (RFS) ha preso parte al festeggiamento.
Il 30 maggio Madrid ha ospitato il forum internazionale del programma sociale per bambini “Calcio per l’Amicizia” di PAO “Gazprom”. Il Forum ha riunito esperti provenienti da tutto il mondo: allenatori di calcio, medici responsabili delle squadre giovanili, divi, giornalisti dei principali mezzi di comunicazione di massa, rappresentanti di accademie e federazioni internazionali del calcio.
Madrid ha ospitato, il 30 maggio, l’allenamento di calcio più multinazionale del mondo. A conclusione dell'allenamento il programma “Calcio per l'Amicizia” ha ricevuto il certificato ufficiale del Guinness World Records.
Nel corso della settima stagione, 32 giovani giornalisti provenienti dall'Europa, dall'Asia, dall’Africa, dall'America del Nord e dall'America del Sud hanno formato il personale del centro stampa internazionale per bambini del programma “Calcio per l'Amicizia”. Il centro ha lumeggiato gli eventi finali del programma e ha partecipato alla preparazione dei materiali in collaborazione con i mass media internazionali e nazionali .
I partecipanti della settima stagione hanno consegnato la Coppa dei Nove Valori (il premio del programma sociale internazionale per bambini “Calcio per l’Amicizia”) al Liverpool Football Club come la squadra più socialmente responsabile.
Il primo giugno, a conclusione della settima stagione, ha avuto luogo a Madrid sul campo UEFA Champions Pitch, la finale della Coppa del mondo del programma “Calcio per l'Amicizia”. Il risultato tra le squadre "Antiguan Snake" e “Tasmanian Devil” è stato di pareggio nei tempi regolamentari, poi "l’Antiguan Snake" ha successivamente vinto la partita ai calci di rigore e ha ricevuto il premio principale.

### Calcio per l'amicizia 2020
Nel 2020, a partire dal 27 novembre fino al 9 dicembre, gli eventi finali dell'ottava stagione del “Calcio per l'Amicizia” si sono svolti su una piattaforma digitale online. Più di 10.000 partecipanti da oltre 100 paesi del mondo hanno partecipato agli eventi chiave.
Il multigiocatore Football for Friendship World (F4F World) per la simulazione del calcio è stato disegnato per l'ottava stagione del programma. È un nuovo gioco online su cui si è basato il Сampionato mondiale online del “Calcio per l’Amicizia” 2020. Il gioco è disponibile per il download in tutto il mondo dal 10 dicembre 2020, Giornata Mondiale del Calcio. Gli utenti hanno avuto la possibilità di partecipare alle partite secondo le regole del “Calcio per amicizia”, unendosi in squadre internazionali. Il multigiocatore per la simulazione del calcio si basa sui valori fondamentali del programma come l'amicizia, la pace e l'uguaglianza.
Il 27 novembre si è svolto il sorteggio pubblico del Сampionato mondiale online del “Calcio per l’Amicizia”2020.
Dal 28 novembre al 6 dicembre si è organizzato il campo internazionale online di amicizia con due programmi educativi per bambini: umanitario e sportivo.
Dal 30 novembre al 4 dicembre si sono tenute le sessioni del Forum internazionale online “Calcio per l’Amicizia”. Nel corso del Forum sono stati presentati i progetti finalizzati allo sviluppo dello sport per bambini. La giuria di esperti ha apprezzato la presentazione dei progetti candidati al premio internazionale del “Calcio per amicizia”.
Dal 7 all'8 dicembre si è svolto il Campionato mondiale online del “Calcio per l’Amicizia”. Quest'edizione del Campionato si è tenuto su una piattaforma digitale online, perciò il multigiocatore Football for Friendship World (F4F World) per la simulazione del calcio è stato disegnato appositamente.
Il gran finale del “Calcio per l'Amicizia” si è svolto il 9 dicembre.
Nel corso dell’ottava stagione del programma, in occasione del 75º anniversario dell'ONU, si è svolta una serie di webinar per i bambini provenienti da diversi paesi.
Lo show settimanale "Stadium Where I Am" è stato lanciato durante l'ottava stagione del programma in collaborazione con i freestyler di calcio di tutto il mondo. In ogni edizione i freestyler hanno insegnato ai giovani ambasciatori del programma a eseguire i trucchi e alla fine di ogni edizione è stato annunciato un concorso per il miglior trucco. A conclusione dello show ha avuto luogo una Master Class globale online con la quale il programma “Calcio per l’Amicizia”, per la seconda volta, è diventato il detentore del Guinness World Record per il numero massimo di partecipanti coinvolti (6 dicembre 2020).
Good News Editorial è uno show settimanale lanciato dai Giovani Giornalisti del “Calcio per l’Amicizia” in cui i bambini hanno condiviso notizie positive da tutto il mondo con gli spettatori.

### Calcio per l'amicizia 2021
Nel 2021 gli eventi finali della nona stagione de "il Calcio per l'Amicizia" si sono tenuti online sulla piattaforma digitale "il Calcio per l'Amicizia" dal 14 al 29 maggio 2021 collegando più di 200 paesi del mondo.
Il 25 aprile nella Giornata internazionale del Calcio e dell'Amicizia si è tenuto il sorteggio pubblico del campionato mondiale online de "il Calcio per l'Amicizia" 2021.
Nell'ambito della stagione ha avuto luogo il Campo internazionale online dell'Amicizia con programmi educativi, umanitari e sportivi per i bambini.
Si è tenuto anche il Forum internazionale online "il Calcio per l'Amicizia" in cui accademie calcistiche da tutto il mondo hanno presentato progetti nell'ambito dello sviluppo dello sport per bambini. In base ai risultati delle presentazioni una giuria di esperti ha scelto i vincitori del Premio internazionale "il Calcio per l'Amicizia". Le accademie dell'Afghanistan, dell'India, dello Sri Lanka e di Togo sono state proclamate vincitrici.
Ha avuto luogo il Campionato mondiale online de "il Calcio per l'Amicizia" sulla piattaforma del simulatore calcistico multiutente appositamente elaborato Football for Friendship World. Nella finale del campionato ha vinto la squadra "Argali", nella quale giocavano bambini di Aruba, Belize, Guatemala, Costa Rica e Messico.
I partecipanti della nona stagione hanno stabilito il terzo Guinness World Record™ del programma per il maggior numero di visitatori di uno stadio virtuale al mondo.
Il 29 maggio ha avuto luogo il Gran finale de "il Calcio per l'Amicizia".
"Il Calcio per l'Amicizia": il centro informazioni internazionale per bambini di EURO 2020
Nell'ambito del Campionato UEFA EURO 2020 il programma "il Calcio per l'Amicizia" ha presentato l'iniziativa del centro informazioni internazionale per bambini con la partecipazione di Giovani giornalisti de "il Calcio per l'Amicizia" degli 11 paesi in cui si è tenuto il Campionato.
I Giovani giornalisti hanno visto tutti le partite della competizione nei propri paesi e le hanno commentate per i milioni di loro coetanei nel mondo attraverso il prisma dei Nove valore che condividono i milioni di partecipanti del programma.
I giovani giornalisti si sono formati nella Scuola dei "Nove valori" del programma "il Calcio per l'Amicizia". Oltre ai valori, le lezioni erano dedicate ai trand contemporanei del giornalismo sportivo e alle esperienze del mobile news.

### Campionato del mondo di Calcio per l'amicizia
Il torneo internazionale di calcio per bambini si svolge nel quadro del programma Calcio per l'amicizia. Le squadre che partecipano al campionato, "squadre dell'amicizia", sono formate attraverso un'estrazione pubblica. Le squadre sono organizzate in base al principio fondamentale di Calcio per l'amicizia per cui atleti di nazionalità, sesso e abilità fisiche diversi sono raggruppati nello stesso team.

## Forum internazionale per bambini Calcio per l'amicizia
Durante l'appuntamento annuale del forum internazionale per bambini Calcio per l'amicizia, affiancati da adulti, i giovani partecipanti al progetto hanno affrontato il tema della promozione e dello sviluppo nel mondo dei valori del programma. Nel corso del forum, i bambini incontrano e dialogano con compagni di altri paesi, calciatori di fama e figure pubbliche di spicco, oltre a diventare portavoce dei valori universali che promuoveranno in futuro nei loro ambienti.
Nel 2019 il Forum si è trasformato in una piattaforma per lo scambio di esperienza tra esperti nell'ambito dello sport e dell'educazione.
Nel 2020 nell'ambito del Forum ha preso il via il Premio internazionale "il Calcio per l'Amicizia".

## Centro stampa internazionale per bambini
Caratteristica speciale del programma Calcio per l'amicizia è l'allestimento di un suo proprio centro stampa internazionale per bambini. L'iniziativa è stata messa in atto per la prima volta durante il programma Calcio per l'amicizia del 2014. I giovani giornalisti del centro stampa riportano gli eventi del programma nel proprio paese di provenienza preparando notizie per media sportivi nazionali e internazionali e partecipando alla creazione di materiale per il canale televisivo di Calcio per l'amicizia, il giornale per bambini Calcio per l'amicizia e la stazione radio ufficiale del programma. Il centro stampa internazionale per bambini riunisce i vincitori dei concorsi nazionali a migliore giovane giornalista e giovani blogger, fotografi e scrittori. I giovani giornalisti presentano la loro prospettiva interna al programma [50] nel formato "bambini per bambini".

## Giornata internazionale del calcio e dell'amicizia
La giornata internazionale del calcio e dell'amicizia si festeggia nel quadro del programma Calcio per l'amicizia il 25 aprile. La giornata è stata celebrata per la prima volta nel 2014 in 16 paesi. In questo giorno si sono svolte partite amichevoli, flash mob, maratone radio, masterclass, trasmissioni televisive, sessioni aperte di allenamento, ecc., contando sulla partecipazione di oltre 50.000 persone.
Nel 2015 la giornata del calcio e dell'amicizia è stata festeggiata in 24 paesi, con amichevoli di calcio e altri eventi. In Germania i calciatori dello Schalke 04 hanno tenuto una sessione aperta di allenamento, in Serbia è stato trasmesso uno speciale TV e in Ucraina si è disputato un incontro tra la squadra giovanile del Volyn' FC e i bambini iscritti al centro servizi sociali della città di Luc'k per famiglie, bambini e giovani.
In Russia la giornata del calcio e dell'amicizia è stata celebrata il 25 aprile in 11 città. Partite amichevoli di calcio si sono disputate a Vladivostok, Novosibirsk, Ekaterinburg, Krasnojarsk, Barnaul, San Pietroburgo e Saransk, al fine di richiamare i valori del programma. A Krasnojarsk, Soči e Rostov sul Don si è tenuta una staffetta dell'amicizia con la partecipazione dei tedofori della staffetta della fiamma olimpica 2014. A Mosca è stato organizzato, con il sostegno della Federazione sportiva per non vedenti, un torneo per le pari opportunità. A Nižnij Novgorod e Kazan' la giornata del calcio e dell'amicizia è stata celebrata il 5 maggio.
Nel 2016 la giornata del calcio e dell'amicizia è stata festeggiata in 32 paesi. In Russia i festeggiamenti hanno avuto luogo in nove città: Mosca, San Pietroburgo, Novosibirsk, Barnaul, Birobidžan, Irkutsk, Krasnodar, Nižnij Novgorod e Rostov sul Don. Nižnij Novgorod ha ospitato una partita amichevole per i giovani calciatori del Volga FC, con i giocatori adulti del club a guidare i più piccoli nelle sessioni di riscaldamento e allenamento. I bambini disabili hanno preso parte a un incontro amichevole a Novosibirsk con lo Ermak-Sibir', squadra regionale di Novosibirsk.
Nel 2017 la giornata del calcio e dell'amicizia è stata festeggiata in 64 paesi. Calciatori di fama, tra cui il difensore serbo Branislav Ivanović e l'attaccante olandese Dirk Kuyt hanno preso parte agli eventi svolti in tutto il mondo. In Grecia Theodoras Zagorakis, vincitore del campionato europeo di calcio 2004, ha assistito all'evento con la sua squadra nazionale. In Russia lo Zenit FC ha allestito una sessione speciale di allenamento per Zachar Badjuk, il giovane ambasciatore del programma Calcio per l'amicizia 2017. Durante l'allenamento, Jurij Lodygin, portiere dello Zenit FC, ha espresso grande apprezzamento per le abilità di Zachar e ha condiviso con quest'ultimo i segreti del mestiere.

## Nove valori del Calcio per l'amicizia
Nel corso del Primo Forum internazionale dei bambini, che ha avuto luogo il 25 maggio 2013, i giovani ambasciatori di Gran Bretagna, Germania, Slovenia, Ungheria, Serbia, Bulgaria, Grecia e Russia hanno approvato i primi otto valori del programma – amicizia, ugualità, equità, salute, pace, fedeltà, vittoria e tradizioni – e li hanno presentati con la lettera aperta. La lettera è stata inviata ai capi degli enti sportivi internazionali, come: la Federazione internazionale calcio (FIFA), Unione delle associazioni calcistiche europee (UEFA) e Comitato olimpico internazionale. Nel settembre 2013 Joseph Blatter, durante l’appuntamento con Vladimir Putin e Vitalij Mutko, ha confermato il ricevimento della lettera e ha dichiarato la Sua volontà di sostenere l’iniziativa “Calcio per l'amicizia”.
Nel 2015 al programma Calcio per l'amicizia si sono riuniti i partecipanti dalla Cina, Giappone e Kazakistan,  quali hanno proposto di aggiungere un altro valore al numero nove — l’onore.

## La Coppa dei nove valori
La Coppa dei nove valori è un riconoscimento conferito dal programma sociale internazionale per bambini Calcio per l'amicizia. Ogni anno la coppa è consegnata sulla base dell'impegno dimostrato per i valori del progetto: amicizia, uguaglianza, giustizia, salute, pace, lealtà, vittoria, tradizioni e onore.
Alla selezione del vincitore partecipano i fan di tutto il mondo, ma la decisione definitiva è presa tramite votazione dai partecipanti al progetto Calcio per l'amicizia. Club di calcio vincitori della coppa dei nove valori: "Barcellona" (Spagna, 2015, 2020, 2021), "Bayern Monaco" (Germania, 2016), "Al-Wahda" (Siria, 2016), "Real Madrid" (Spagna, 2017), la nazionale di calcio brasiliana (Brasile, 2018), "Liverpool" (Inghilterra, 2019).

## Braccialetto dell'amicizia
Tutte le attività del programma Calcio per l'amicizia cominciano con lo scambio dei braccialetti dell'amicizia, simbolo di uguaglianza e di uno stile di vita salutare. Il braccialetto è composto da due trame di colore blu e verde e può essere indossato da chiunque condivida i valori del programma.
Come dichiara Franz Beckenbauer:
"Il simbolo del movimento è un braccialetto bicolore, semplice e comprensibile come i valori fondamentali del programma Calcio per l'amicizia".
I giovani partecipanti al programma hanno legato i braccialetti dell'amicizia al polso di personalità sportive e figure pubbliche di rilievo, tra cui: Dick Advocaat, Anatolij Timoščuk e Luis Netu, Franz Beckenbauer, Luis Fernández, Didier Drogba, Max Meyer, Fatma Samura, Leon Goretzka, Domenico Criscito, Michel Salgado, Aleksander Keržakov, Dimas Pirros, Miodrag Bozović, Adelina Sotnikova, Jurij Kamenec.

## Il primo trofeo NFT al mondo per il miglior gol del Campionato UEFA EURO 2020
A maggio 2021 la UEFA ha annunciato la sponsorizzazione di PAO "Gazprom" nell'ambito di EURO 2020 e EURO 2024. Le condizioni di collaborazione comprendevano la presentazione del premio per l'autore del miglior gol di UEFA EURO 2020 che per la prima volta è stato eseguito in modalità trofeo NFT.
Il prototipo fisico del premio è stato creato dall'artista russo Pokras Lampas nello stand di PAO "Gazprom" nella fan-zone di San Pietroburgo a piazza Konjushennaja come installazione artistica di 432 palloni da calcio con ornamenti calligrafici.
Nel trofeo digitale sono cifrati i nomi del Campionato UEFA EURO 2020, di "Gazprom", del programma sociale internazionale per bambini "il Calcio per l'Amicizia" e dei suoi Nove valori promossi: amicizia, uguaglianza, giustizia, salute, mondo, dedizione, vittoria, tradizioni e onore.
Il 27 giugno l'installazione artistica ha cessato la sua esistenza come oggetto fisico ed è passata in formato NFT. Tutti i palloni da calcio sono stati distribuiti nelle 11 città ospitanti del Campionato Europeo di Calcio 2020.
Il 15 ottobre durante la ceremonia di premiazione del trofeo digitale è stato premiato Patrik Schick, il calciatore che ha segnato il miglior gol del Campionato UEFA EURO 2020 e nell'esposizione del quartier generale della UEFA (Nion, Svizzera) e del quartier generale di PAO "Gazprom" (San Pietroburgo, Russia) è stato trasmesso l'ologramma del premio.

## Il Premio internazionale "il Calcio per l'Amicizia".
Il Premio internazionale "il Calcio per l'Amicizia" è indirizzato a rivelare tutte le idee possibili per gli allenamenti sportivi, la formazione dei giovani calciatori, la collaborazione nel campo del calcio per bambini e a promuovere queste idee in tutto il mondo. L'obiettivo del Premio è di attirare l'attenzione verso le questioni dello sviluppo del calcio per bambini nelle condizioni della società digitale globale e di formare una comunità di persone che condividono le stesse idee e le sviluppano.

## L'Accademia internazionale "il Calcio per l'Amicizia" per gli allenatori
L'Accademia internazionale "il Calcio per l'Amicizia" è una piattaforma online educativa gratuita accessibile in diverse lingue che racchiude una selezione di lezioni pratiche indirizzate a migliorare la preparazione degli allenatori delle squadre giovanili e delle sezioni calcistiche, e anche degli insegnanti di educazione fisica. Alla base del corso dell'Accademia ci sono conoscenze, consigli pratici e raccomandazioni per organizzare gli allenamenti, promuovere i valori di uno stile di vita salutare e attivo, e anche il rispetto delle diverse culture e nazionalità tra i giovani giocatori. Il corso didattico è stato elaborato dagli autori dei programmi educativi sportivi e umanitari dei programmi del progetto "il Calcio per l'Amicizia", dai responsabili del processo didattico, dagli allenatori dell'accademia del Barcellona e da esperti dei programmi umanitari della FIFA.

## Il Campo internazionale dell'amicizia
Un programma educativo in cui i partecipanti di "il Calcio per l'Amicizia" sotto la supervisione di istruttori professionisti eseguono training e team bulding. L'iniziativa aiuta i bambini ad andare d'accordo non solo sul campo da calcio ma anche nella vita reale, a elaborare una tattica e a sentire la vicinanza del compagno di squadra. Una parte del Campo è la Scuola dei "Nove valori" in cui i Giovani partecipanti conoscono i valori del programma e come usarli in campo e nella vita di tutti i giorni.

## Iniziativa ecologica
Dal 2016 il programma "il Calcio per l'Amicizia" ogni anno conduce un'Iniziativa ecologica. I giovani partecipanti del programma hanno inaugurato il "Giardino dell'amicizia" nel parco di Trenno a Milano in cui ognuna delle 32 squadre internazionale ha piantato il proprio albero. Il tredicesimo albero è stato piantato dai bambini invalidi della Fondazione Don Carlo Gnocchi.
Nel 2018 i Giovani consoli del programma hanno attirato l'attenzione della società verso gli animali in via di estinzione. Ogni anni le Squadre internazionali dell'Amicizia scelgono il nome in onore di specie animali rare o in via di estinzione. Così nel 2018 durante gli eventi finali a Mosca sono stati organizzati percorsi ecologici per i Giovani partecipanti con l'utilizzo di autobus a gas naturale.
Nel 2020 i Giovani partecipanti del programma hanno seguito il webinar F4F Speaks for Nature dedicato alla cura dell'ecologia nell'ambito della Giornata internazionale dell'ambiente prevista dall'ONU.
Nel 2021 i Giovani partecipanti hanno condiviso con il mondo i metodi con i quali ognuno di noi ogni giorno può aiutare il pianeta e hanno avviato la sfida "Small Steps to Save the Planet".

## Il simulatore calcistico multiutente F4F World
La piattaforma digitale creata appositamente per il programma "il Calcio per l'Amicizia" che ha unito giocatori di tutte le età di 211 paesi e regioni ed è diventata la base per le competizioni internazionali, e per la piattaforma di gioco in cui chiunque vuole può allenarsi, unirsi a squadra internazionali miste e giocare al gioco preferito nel format di "il Calcio per l'Amicizia" senza uscire di casa.

## Attività dei partecipanti negli intermezzi tra le stagioni
I giovani calciatori del programma Calcio per l'amicizia prendono parte a diversi eventi al di fuori della stagione ufficiale. Nel mese di maggio 2013, i giocatori del club di calcio giovanile del Maribor (Slovenia) hanno disputato una partita amichevole con dei bambini cambogiani. Il 14 settembre 2014 a Soci i partecipanti russi al programma hanno dialogato con Vladimir Putin durante l'incontro tra il presidente della Federazione Russa e il presidente FIFA Sepp Blatter. Nel mese di giugno 2014, il presidente francese François Hollande ha invitato la squadra del Taverni, membro del programma Calcio per l'amicizia, al palazzo dell'Eliseo per guardare l'incontro valido per la coppa del mondo FIFA 2014 tra Francia e Nigeria. Nel mese di aprile 2016 Jurij Vaščuk, ambasciatore del programma Calcio per l'amicizia 2015, ha incontrato Kirill Šimko, uomo più forte della Bielorussia, e giovani calciatori del BATE FC per condividere assieme le loro esperienze di partecipazione al progetto. Jurij Vaščuk ha consegnato a Kirill Šimko un braccialetto simbolico dell'amicizia, passando a lui il testimone come promotore degli ideali del progetto: amicizia, giustizia, stile di vita salutare.

## Premi e riconoscimenti
Al 2021 "Calcio per l'Amicizia" possiede più di 60 premi nazionali e internazionali nel campo della responsabilità sociale, dello sport e della comunicazione, inclusi tre Guinness World Record per il maggior numero di nazionalità in un allenamento di calcio nella storia, per il maggior numero di utenti in un evento online calcistico nella storia e per il maggior numero di utenti in uno stadio online. Tra gli altri premi figurano i SABRE Awards per la responsabilità sociale d'impresa (Stati Uniti), i Gold Quill Awards per il miglior progetto sociale del pianeta (Stati Uniti), il Gran Prix Arciere d'Argento (Russia), gli IPRA Awards per la migliore campagna a sostegno degli obiettivi di sviluppo sostenibile dell'ONU (Gran Bretagna), il premio internazionale ICCO per la comunicazione interculturale (Gran Bretagna) e altri.
Nel 2020 l'Accademia internazionale "Calcio per l'Amicizia" per allenatori ha ottenuto il premio Platinum PR Awards (Stati Uniti), e nel 2021 gli show di YouTube "lo stadio è lì dove sono io" e "buone notizie" organizzati dai bambini all'inizio della pandemia per supportare le persone in tutto il mondo hanno ottenuto il premio come miglior canale YouTube.